# Schlittschuh Club Langenthal
Le SC Langenthal est un club de hockey sur glace du canton de Berne en Suisse. Il évolue en MyHockey League. 

## Histoire du club
Le SC Langenthal est fondé en 1946 et évolue dans  les différentes ligues amateurs du championnat de Suisse jusqu’en 2002 où il obtient la promotion en Ligue Nationale B.
Durant les vingts années qui suivent la promotion, le SC Langenthal s'établit solidement dans le deuxième échelon du hockey helvétique en remportant par trois fois le championnat, respectivement en 2012, 2017 et 2019,,.
En 2022, le SC Langenthal annonce son retrait du hockey professionnel. Les charges financières et l’impossibilité de construire une nouvelle patinoire mettent en danger la survie du club,. 
À partir de la saison 2023-2024, le SC Langenthal évolue en MyHockey League. Le club s’engage dans une coopération avec le SC Bern dans la formation de jeunes talents, ainsi qu’avec la ville de Langenthal pour le développement des infrastructures de la patinoire du Schoren afin d'assurer l’avenir du hockey en Haute-Argovie.

### SC Langenthal Dames
Le SC Langenthal dispose d’une section féminine. Cette dernière obtient la promotion en Women’s League A, la plus haute division du hockey féminin suisse, en 2022. 
En 2023, le SCL Dames atteint la finale de la National Cup mais doit concéder le titre aux ZSC Lions,.

## Patinoire
Le SC Langenthal Hommes évolue à la patinoire du Schoren, tandis que le SCL Dames dispute ses rencontres au Campus Perspktiven de Huttwill.

## Palmarès
- Champion de LNB/SL
  - 2012, 2017 et 2019

## Effectif actuel
| No    | Nom                      | Nat. | Position  | Arrivée                         |
| ----- | ------------------------ | ---- | --------- | ------------------------------- |
| +020, | Colin Stauffacher        |      | Gardien   | 2021 - HC Bienne U20            |
| +030, | Louis Kurt               |      | Gardien   | 2023 - SCL Tigers U20           |
| +005, | Yves Müller              |      | Défenseur | 2018 - SCL Tigers               |
| +008, | Jeremy Rottke            |      | Défenseur | 2015 - HC Bienne                |
| +016, | Leon Montanari           |      | Défenseur | 2023 - HC Bienne U20            |
| +028, | Mike Wyniger             |      | Défenseur | 2023 - HC Bâle                  |
| +033, | Yann Stöckli             |      | Défenseur | 2023 - HCV Martigny             |
| +051, | Gian-Marco Schmied       |      | Défenseur | 2023 - HC Bienne U20            |
| +052, | Timo Maurer              |      | Défenseur | 2023 - SCL Tigers U20           |
| +055, | Lane Pfosi               |      | Défenseur | 2023 - HC université Neuchâtel  |
| +072, | Lucas Smith              |      | Défenseur | 2023 - SC Lyss                  |
| +096, | Simon Kühni              |      | Défenseur | 2023 - HC Wiki-Münsingen        |
| +096, | Lucas Bachofner          |      | Défenseur | 2023 (prêt) - HC Bâle           |
| +094, | Yves-Laurent Fehlmann    |      | Défenseur | 2023 (prêt) - SC Langenthal U20 |
| +098, | Noel Yannis Nyfeler      |      | Défenseur | 2023 (prêt) - SC Langenthal U20 |
| +098, | Nicolas Yanick Warmbrodt |      | Défenseur | 2023 (prêt) - HC Bâle           |
| +094, | Ilario Tassinari         |      | Défenseur | 2023 (prêt) - SC Langenthal U20 |
| +010, | Markus Odermatt          |      | Attaquant | 2023 - PIKES EHC Oberthurgau    |
| +011, | Janick Graber            |      | Attaquant | Formé au club                   |
| +013, | Thomas Odermatt          |      | Attaquant | 2023 - PIKES EHC Oberthurgau    |
| +014, | Finn Naber               |      | Attaquant | 2023 - HC Bâle U20              |
| +017, | Zsombor Kiss             |      | Attaquant | 2023 - HC Bâle                  |
| +019, | Nicolas Jobin            |      | Attaquant | 2023 - HC Bienne U20            |
| +021, | Fabio Kläy               |      | Attaquant | 2019 - EVZ Academy              |
| +022, | Gian-Luca Balzer         |      | Attaquant | 2023 - HC Davos U20             |
| +044, | Alain Boppart            |      | Attaquant | 2023 - SCL Tigers U20           |
| +046, | Michael Bütikofer        |      | Attaquant | 2023 - SCL Tigers U20           |
| +082, | Nathan Kellenberger      |      | Attaquant | 2023 - SC Lyss                  |
| +086, | Lars Brägger             |      | Attaquant | 2023 - PIKES EHC Oberthurgau    |
| +088, | Nicolas Odermatt         |      | Attaquant | 2023 - PIKES EHC Oberthurgau    |
| +089, | Marc Sahli               |      | Attaquant | 2023 - SC Lyss                  |
| +091, | Christopher Dixon        |      | Attaquant | 2023 - HC Guin Bulls            |
| +092, | Jamie Schaub             |      | Attaquant | 2023 (prêt) - HC Bâle           |

## Numéros retirés
- #15  Jeff Campbell (en)
- #41  Marc Eichmann (de)
- #81  Brent Kelly